# História do HIV/AIDS

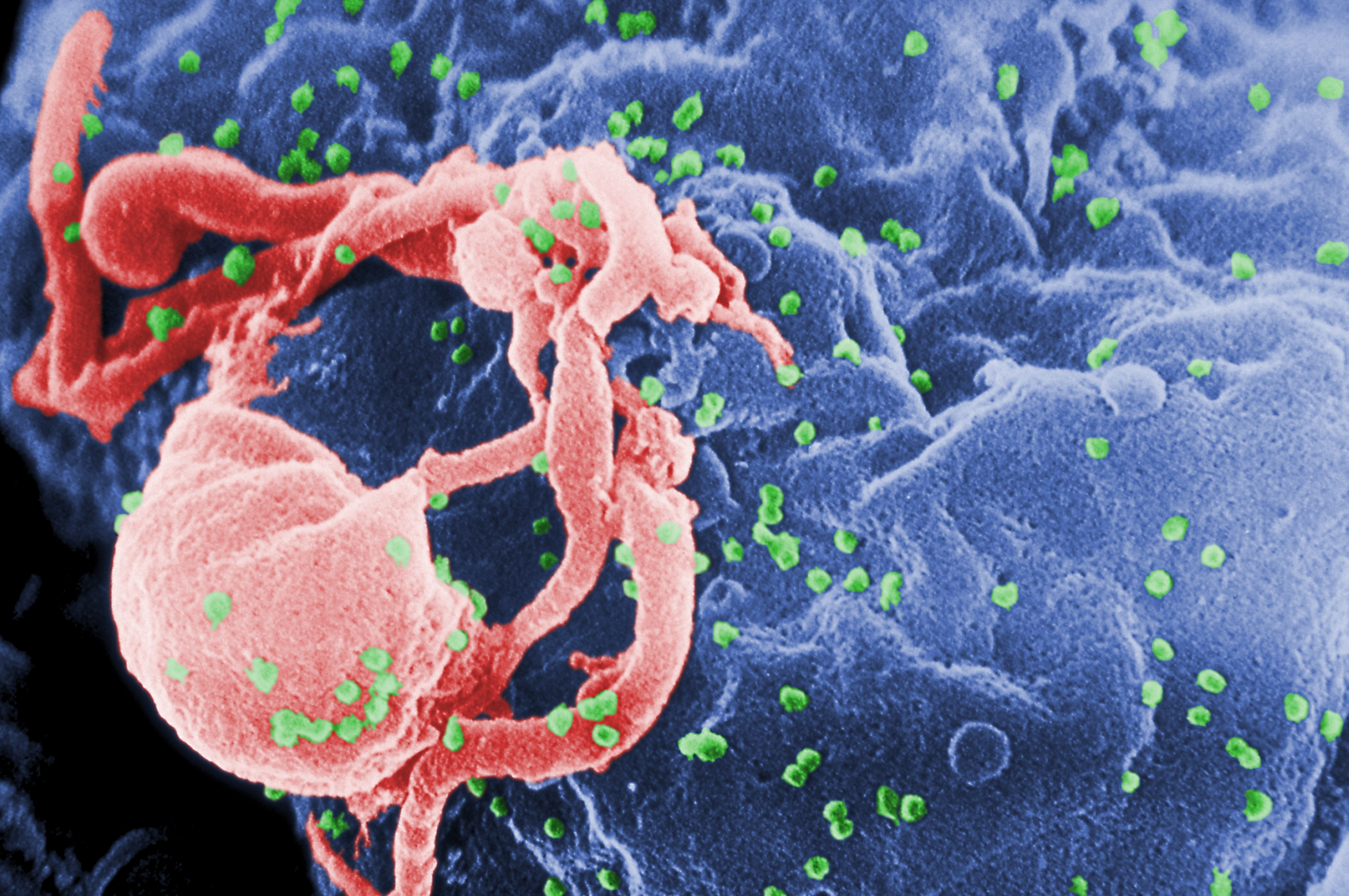
Micrografia eletrônica de varredura em cores falsas do HIV-1, em verde, brotando de linfócitos cultivados

A AIDS é causada por um vírus da imunodeficiência humana (HIV), que se originou em primatas não humanos na África Central e Ocidental. Enquanto vários subgrupos do vírus adquiriram infecciosidade humana em momentos diferentes, a atual pandemia teve sua origem no surgimento de uma cepa específica – subgrupo M do HIV-1 – em Léopoldville, no Congo Belga (atual Quinxassa, na República Democrática do Congo) na década de 1920.
Existem dois tipos de HIV: HIV-1 e HIV-2. O HIV-1 é mais virulento, facilmente transmissível e é a causa da grande maioria das infecções por HIV em todo o mundo. A cepa pandêmica do HIV-1 está intimamente relacionada a um vírus encontrado em chimpanzés da subespécie Pan troglodytes troglodytes, que vivem nas florestas das nações centro-africanas de Camarões, Guiné Equatorial, Gabão, República do Congo e a República Centro-Africana. O HIV-2 é menos transmissível e está amplamente confinado à África Ocidental, junto com seu parente mais próximo, um vírus do fuliginoso mangabey (Cercocebus atys atys), um macaco do Velho Mundo que habita o sul do Senegal, Guiné-Bissau, Guiné, Serra Leoa, Libéria e oeste da Costa do Marfim.

## Transmissão de não humanos para humanos

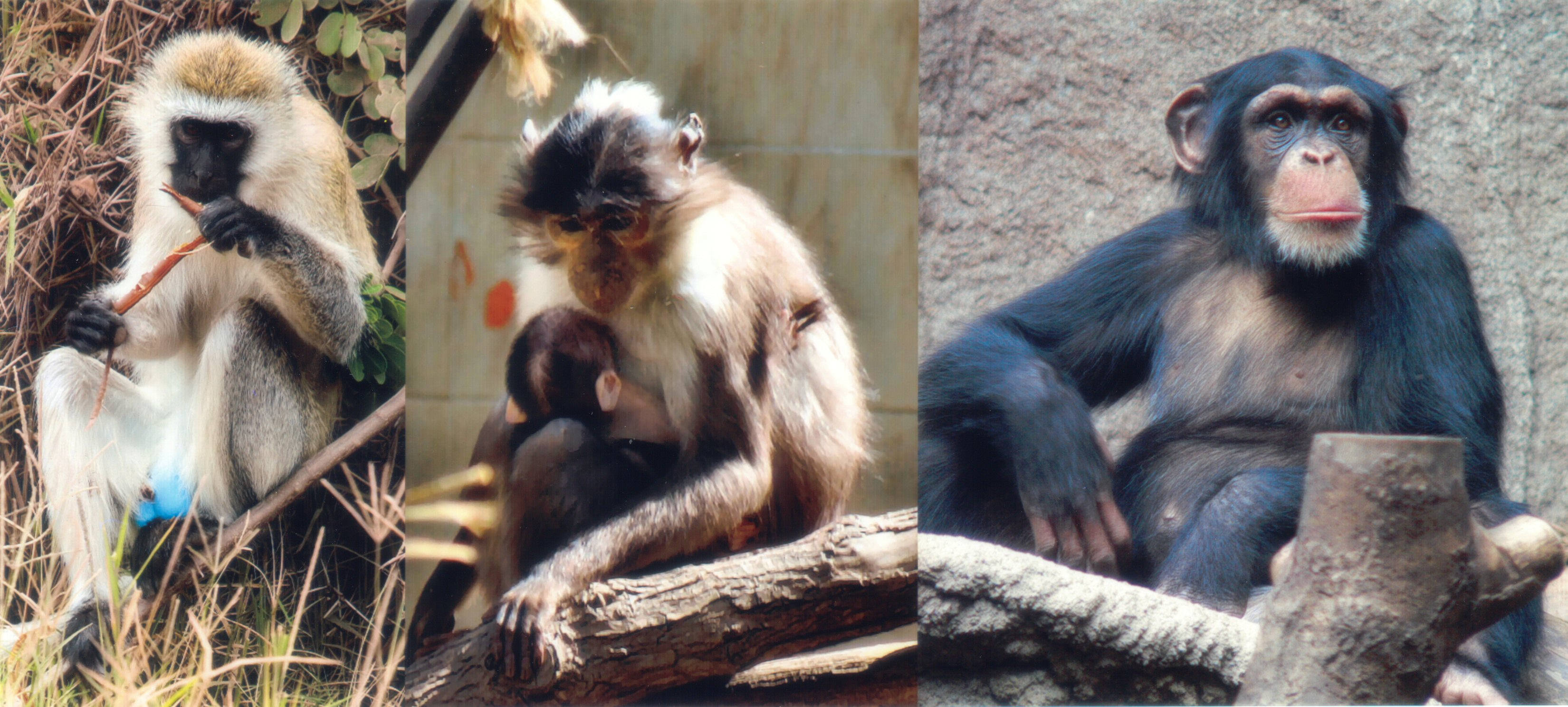
Da esquerda para a direita: o macaco verde africano, fonte do SIV ; o fuliginoso mangabey, fonte do HIV-2; e o chimpanzé, fonte do HIV-1

A pesquisa nesta área é conduzida usando filogenética molecular, comparando sequências genômicas virais para determinar parentesco.

### HIV-1 de chimpanzés e gorilas para humanos
Os cientistas geralmente aceitam que as cepas conhecidas (ou grupos) de HIV-1 estão mais intimamente relacionadas aos vírus da imunodeficiência símia (SIVs) endêmicos em populações de macacos selvagens das florestas da África Central Ocidental. Em particular, cada uma das cepas conhecidas do HIV-1 está intimamente relacionada ao SIV que infecta a subespécie de chimpanzé Pan troglodytes troglodytes (SIVcpz) ou intimamente relacionada ao SIV que infecta os gorilas das planícies ocidentais (Gorilla gorilla gorilla), denominado SIVgor. A cepa pandêmica do HIV-1 (grupo M ou Main) e uma cepa rara encontrada apenas em alguns camaroneses (grupo N) são claramente derivadas de cepas SIVcpz endêmicas nas populações de chimpanzés Pan troglodytes troglodytes que vivem em Camarões. Outra cepa muito rara de HIV-1 (grupo P) é claramente derivada das cepas SIVgor de Camarões. Finalmente, o ancestral primata do grupo O do HIV-1, uma cepa que infecta cem mil pessoas principalmente de Camarões, mas também de países vizinhos, foi confirmado em 2006 como SIVgor. A pandemia de HIV-1 grupo M está mais intimamente relacionada com o SIVcpz coletado nas florestas tropicais do sudeste de Camarões (moderna Província do Leste) perto do Rio Sanga. Assim, esta região é presumivelmente onde o vírus foi transmitido pela primeira vez de chimpanzés para humanos. No entanto, análises das evidências epidemiológicas da infecção precoce pelo HIV-1 em amostras de sangue armazenadas e de casos antigos de AIDS na África Central levaram muitos cientistas a acreditar que o centro humano inicial do grupo M do HIV-1 provavelmente não estava em Camarões, mas um pouco mais ao sul na República Democrática do Congo (então Congo Belga), mais provavelmente em sua capital, Quinxassa (anteriormente Léopoldville).
Usando sequências do HIV-1 preservadas em amostras biológicas humanas, juntamente com estimativas das taxas de mutação viral, os cientistas calculam que o salto de chimpanzé para humano provavelmente aconteceu durante o final do século XIX ou início do século XX, uma época de rápida urbanização e colonização na África equatorial. Não se sabe exatamente quando a zoonose ocorreu. Alguns estudos de datação molecular sugerem que o grupo M do HIV-1 teve seu ancestral comum mais recente (MRCA) (ou seja, começou a se espalhar na população humana) no início do século XX, provavelmente entre 1915 e 1941. Um estudo publicado em 2008, analisando sequências virais recuperadas de uma biópsia feita em Quinxassa, em 1960, juntamente com sequências já conhecidas, sugeriu um ancestral comum entre 1873 e 1933 (com estimativas centrais variando entre 1902 e 1921). Anteriormente, pensava-se que a recombinação genética "confundia seriamente" tal análise filogenética, mas depois "trabalhos sugeriram que a recombinação não é susceptível de influenciar sistematicamente [resultados]", embora a recombinação seja "esperada para aumentar a variância". Os resultados de um estudo filogenético de 2008 apóiam o trabalho posterior e indicam que o HIV evolui "de forma bastante confiável". Mais pesquisas foram prejudicadas devido ao fato de os primatas estarem criticamente ameaçados. As análises das amostras resultaram em poucos dados devido à raridade do material experimental. Os pesquisadores, no entanto, foram capazes de hipotetizar uma filogenia a partir dos dados coletados. Eles também foram capazes de usar o relógio molecular de uma cepa específica de HIV para determinar a data inicial da transmissão, estimada em torno de 1915-1931.

### HIV-2 de mangabeys fuliginosos para humanos
Pesquisas semelhantes foram realizadas com cepas de SIV coletadas de várias populações selvagens de mangabey fuliginoso (Cercocebus atys atys) (SIVsmm) das nações da África Ocidental de Serra Leoa, Libéria e Costa do Marfim. As análises filogenéticas resultantes mostram que os vírus mais estreitamente relacionados com as duas cepas de HIV-2 que se espalham consideravelmente em humanos (HIV-2 grupos A e B) são os SIVsmm encontrados nos fuliginosos mangabeys da floresta Tai, no oeste da Costa do Marfim.
Existem seis grupos adicionais de HIV-2 conhecidos, cada um tendo sido encontrado em apenas uma pessoa. Todos eles parecem derivar de transmissões independentes de mangabeys fuliginosos para humanos. Os grupos C e D foram encontrados em duas pessoas da Libéria, os grupos E e F foram descobertos em duas pessoas da Serra Leoa, e os grupos G e H foram detectados em duas pessoas da Costa do Marfim. Essas cepas de HIV-2 provavelmente são infecções sem saída, e cada uma delas está mais intimamente relacionada às cepas de SIVsmm de mangabeys fuliginosos que vivem no mesmo país onde a infecção humana foi encontrada.
Estudos de datação molecular sugerem que ambos os grupos epidêmicos (A e B) começaram a se espalhar entre os humanos entre 1905 e 1961 (com as estimativas centrais variando entre 1932 e 1945).

### Prática da carne silvestre
De acordo com a teoria da transferência natural (também chamada de "teoria do caçador" ou "teoria da carne silvestre"), na "explicação mais simples e plausível para a transmissão entre espécies" de SIV ou HIV (pós-mutação), o vírus foi transmitido de um símio ou macaco para um ser humano quando um caçador ou vendedor/manipulador de carne silvestre foi mordido ou cortado enquanto caçava ou massacrava o animal. A exposição resultante ao sangue ou outros fluidos corporais do animal pode resultar em infecção por SIV. Como os africanos rurais não estavam interessados em praticar práticas agrícolas na selva, eles se voltaram para animais não domesticados como sua principal fonte de carne. Essa superexposição à carne silvestre e a má prática do açougue aumentaram o contato sangue a sangue, o que aumentou a probabilidade de transmissão rural. Uma pesquisa sorológica recente mostrou que infecções humanas por SIV não são raras na África Central: a porcentagem de pessoas que apresentam sororreatividade a antígenos — evidência de infecção atual ou passada por SIV — foi de 2,3% entre a população geral de Camarões, 7,8% em aldeias onde a carne de caça é caçada ou usada, e 17,1% nas pessoas mais expostas dessas aldeias.